# Ahmed Zeki Velidi Toğan
Ahmed Zeki Velidi Toğan (grafiat în limbile bașkiră: Әхмәтзәки Вәлиди Туған, rusă: Ахмад-Заки Ахметшахович Валиди) (n. 10/22 decembrie 1890, Kuzyanovo⁠(d), Sterlitamaksky uyezd⁠(d), gubernia Ufa⁠(d), Imperiul Rus – d. 26 iulie 1970, Istanbul, Turcia) a fost un istoric, turcolog și conducător al mișcării de eliberare națională a poporului bașkir. 
S-a născut în satul Koedhoen (în bașkiră Көҙән), din uezdul Sterlitamak, din Bașkortostanul de azi. După ce a emigrat în Turcia, grafierea numele său a fost Ahmed Zeki Validi Toğan (în alfabetul arab folosit anterior de bașkiri și turci grafierea numelui era identică). 
Între 1912-1915, Toğan a predat în madrassa (școala religioasă) din Kazan (Qasímiä), iar între 1915-1917 el a fost membru al comitetului de susținere a deputaților musulmani din Duma de Stat. În 1917, împreună cu Ș. Manatov, a organizat Șura (Sfatul). Sfatul bașkir de la Orenburg din noiembrie-decembrie 1917 prezidat de Validi Toğan a proclamat independența Bașkortostanului.
În 1918 și 1919, trupele bașkire au luptat, întâi sub comanda atamanului Alexandr Dutov, apoi sub comanda amiralului Alexandr Vasilievici Kolceak, împotriva forțelor bolșevice. După ce conducerea RSFS Ruse a promis bașkirilor autonomia, Validi Toğan a schimbat alianțele, luptând alături de Armata Roșie. 
Din februarie 1919 până în iunie 1920, Toğan a fost președintele Bașrevkom (Comitetul Revoluționar Bașkir). Dându-și seama că bolșevicii nu respectau niciuna dintre înțelegerile privind autonomia teritoriilor bașkire, el s-a mutat în Asia Centrală. 
În Turkestan, Toğan a devenit liderul mișcării de eliberare națională, pe care rușii au numit-o peiorativ a basmacilor („bandiților”). Între 1920 - 1923 Toğan a fost președintele Uniunii Naționale a Turkestanului. În 1923, după ce a descoperit manuscrisele originale ale lui Ahmad ibn Fadlan, a emigrat. 
Din 1925, Toğan a trăit în Turcia, lucrând ca profesor la Universitatea din Istanbul. Zece ani mai târziu, a obținut titlul de doctor în filosofie. Între 1935–1937, Toğan a fost profesor la Universitatea din Bonn, iar în 1938 și 1939 a predat la Universitatea din Göttingen. În 1953 a devenit la Universitatea din Istanbul organizatorul Institutului de Studiere a Lumii Islamice. În 1967 a primit titlul de doctor onorific al Universității din Manchester. 
Ahmed Velidi Toğan fost unul dintre cei mai importanți autori care au elaborat Enciclopedia popoarelor turcice. Articolele sale științifice despre cultura, limba și istoria popoarelor turcice au fost traduse în mai multe limbi. 